# Campuzan
Campuzan est une commune française située dans le nord-est du département des Hautes-Pyrénées, en région Occitanie. Sur le plan historique et culturel, la commune est dans la région gasconne de Magnoac, située sur le plateau de Lannemezan, qui reprend une partie de l’ancien Nébouzan, qui possédait plusieurs enclaves au cœur de la province de Comminges et a évolué dans ses frontières jusqu’à plus ou moins disparaitre.
Exposée à un climat océanique altéré, elle est drainée par la Baisole, le ruisseau de Pesqué et par un autre cours d'eau. La commune possède un patrimoine naturel remarquable : un site Natura 2000 (« Puydarrieux »), un espace protégé (la « retenue d'eau de Puydarrieux ») et une zone naturelle d'intérêt écologique, faunistique et floristique.
Campuzan est une commune rurale qui compte 144 habitants en 2022, après avoir connu un pic de population de 360 habitants en 1856.
Ses habitants sont appelés les Campuzanais.

## Géographie

### Localisation
La commune de Campuzan se trouve dans le département des Hautes-Pyrénées, en région Occitanie.
Elle se situe à 29 km à vol d'oiseau de Tarbes, préfecture du département, et à 7 km de Trie-sur-Baïse, bureau centralisateur du canton des Coteaux dont dépend la commune depuis 2015 pour les élections départementales.
La commune fait en outre partie du bassin de vie de Boulogne-sur-Gesse.
Les communes les plus proches sont : 
Vieuzos (2,3 km), Betpouy (2,5 km), Tournous-Devant (2,8 km), Hachan (2,8 km), Barthe (3,6 km), Libaros (3,6 km), Puydarrieux (3,8 km), Sabarros (3,8 km).
Sur le plan historique et culturel, Campuzan fait partie de la région gasconne de Magnoac, située sur le plateau de Lannemezan, qui reprend une partie de l’ancien Nébouzan, qui possédait plusieurs enclaves au cœur de la province de Comminges et a évolué dans ses frontières jusqu’à plus ou moins disparaitre.

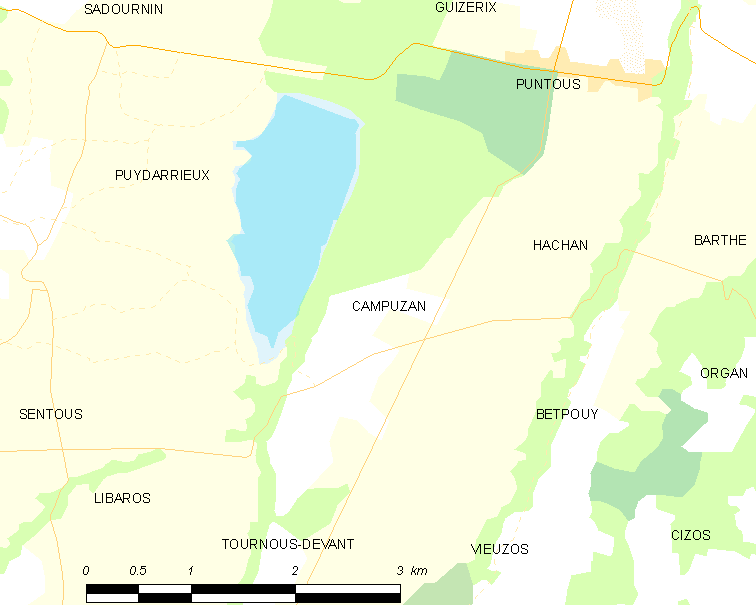
Carte de la commune de Campuzan et des proches communes.

|             | Puntous         | Hachan  |
| Puydarrieux | Campuzan        | Betpouy |
| Libaros     | Tournous-Devant |         |

### Hydrographie
La commune est dans le bassin versant de la Garonne, au sein du bassin hydrographique Adour-Garonne. Elle est drainée par la Baisole, le ruisseau de Pesqué et par un petit cours d'eau, constituant un réseau hydrographique de 3 km de longueur totale,.
La Baisole, d'une longueur totale de 47,2 km, prend sa source dans la commune de Campistrous et s'écoule du sud vers le nord. Il traverse la commune et se jette dans la Baïse à Saint-Michel, après avoir traversé 21 communes.

### Climat
Le climat est tempéré de type océanique, en raison de l'influence proche de l'océan Atlantique situé à peu près 150 km plus à l'ouest. La proximité des Pyrénées fait que la commune profite d'un effet de foehn, il peut aussi y neiger en hiver, même si cela reste inhabituel.
| Mois                              | jan.  | fév.  | mars  | avril | mai   | juin  | jui.  | août  | sep.  | oct.  | nov.  | déc.  | année   |
| --------------------------------- | ----- | ----- | ----- | ----- | ----- | ----- | ----- | ----- | ----- | ----- | ----- | ----- | ------- |
| Température minimale moyenne (°C) | 0,6   | 1,3   | 2,7   | 5,2   | 8,3   | 11,6  | 14,1  | 13,9  | 11,7  | 8     | 3,6   | 1,3   | 6,9     |
| Température moyenne (°C)          | 5,3   | 6,1   | 7,8   | 10    | 13,3  | 16,7  | 19,3  | 19    | 17,2  | 13,3  | 8,5   | 5,8   | 11,9    |
| Température maximale moyenne (°C) | 9,9   | 11    | 12,9  | 14,8  | 18,3  | 21,7  | 24,5  | 24    | 22,6  | 18,6  | 13,4  | 10,4  | 16,8    |
| Ensoleillement (h)                | 108,8 | 118,8 | 155,6 | 157,2 | 181,3 | 191,5 | 215,5 | 196,4 | 194,5 | 164,4 | 124,4 | 104,4 | 1 912,8 |
| Précipitations (mm)               | 112,8 | 97,5  | 100,2 | 105,7 | 113,6 | 80,7  | 57,3  | 70,3  | 71    | 85,2  | 93    | 112,1 | 1 099,4 |

### Milieux naturels et biodiversité

#### Espaces protégés
La protection réglementaire est le mode d’intervention le plus fort pour préserver des espaces naturels remarquables et leur biodiversité associée,.
Dans ce cadre, la commune fait partie.
Un espace protégé est présent sur la commune : 
la « retenue d'eau de Puydarrieux », objet d'un arrêté de protection de biotope, d'une superficie de 268,10 ha.

#### Réseau Natura 2000

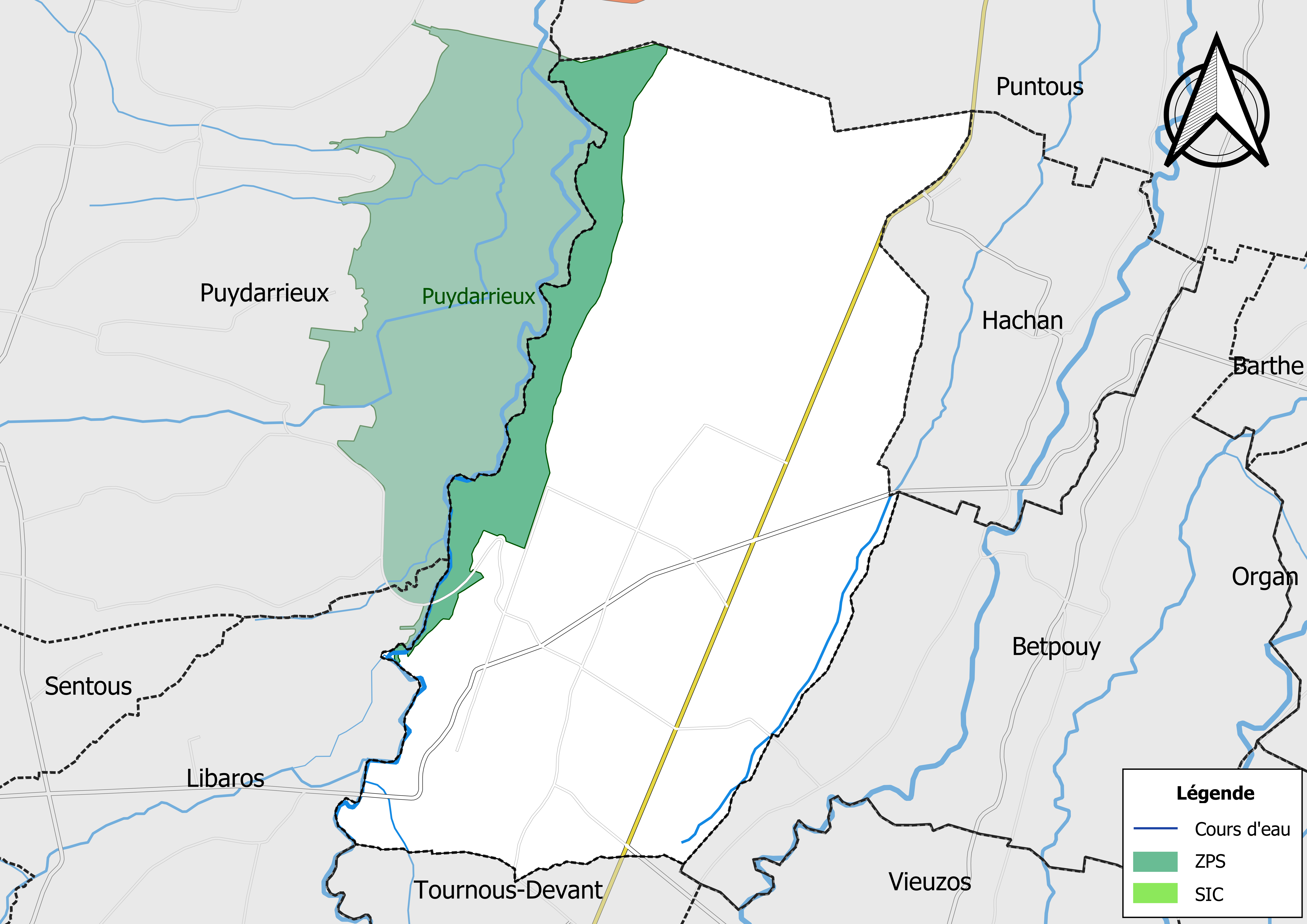
Sites Natura 2000 sur le territoire communal.

Le réseau Natura 2000 est un réseau écologique européen de sites naturels d'intérêt écologique élaboré à partir des directives « habitats » et « oiseaux », constitué de zones spéciales de conservation (ZSC) et de zones de protection spéciale (ZPS).
Un site Natura 2000 a été défini sur la commune au titre  de la « directive Oiseaux » : 0, d'une superficie de 256 ha, une retenue artificielle, créée en 1987 pour l'irrigation des terres agricoles qui constitue l'un des principaux sites pour la migration et l'hivernage des oiseaux d'eau en ex-Midi-Pyrénées.

#### Zones naturelles d'intérêt écologique, faunistique et floristique

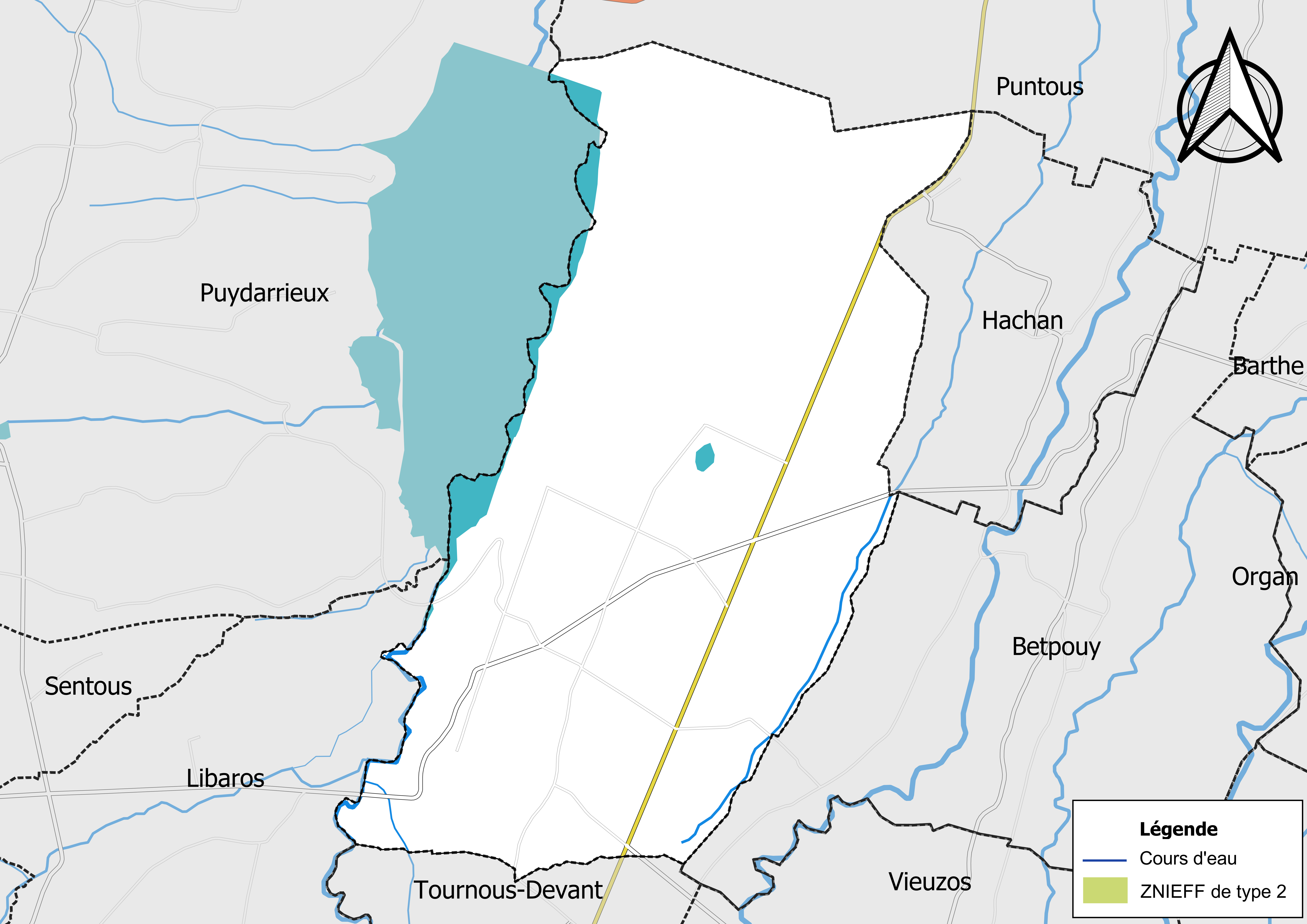
Carte des ZNIEFF de type 2 localisées sur la commune.

L’inventaire des zones naturelles d'intérêt écologique, faunistique et floristique (ZNIEFF) a pour objectif de réaliser une couverture des zones les plus intéressantes sur le plan écologique, essentiellement dans la perspective d’améliorer la connaissance du patrimoine naturel national et de fournir aux différents décideurs un outil d’aide à la prise en compte de l’environnement dans l’aménagement du territoire.
Une ZNIEFF de type 1 est recensée sur la commune :
la « forêt de Campuzan et lac de Puydarrieux » (759 ha), couvrant 6 communes du département.

## Urbanisme

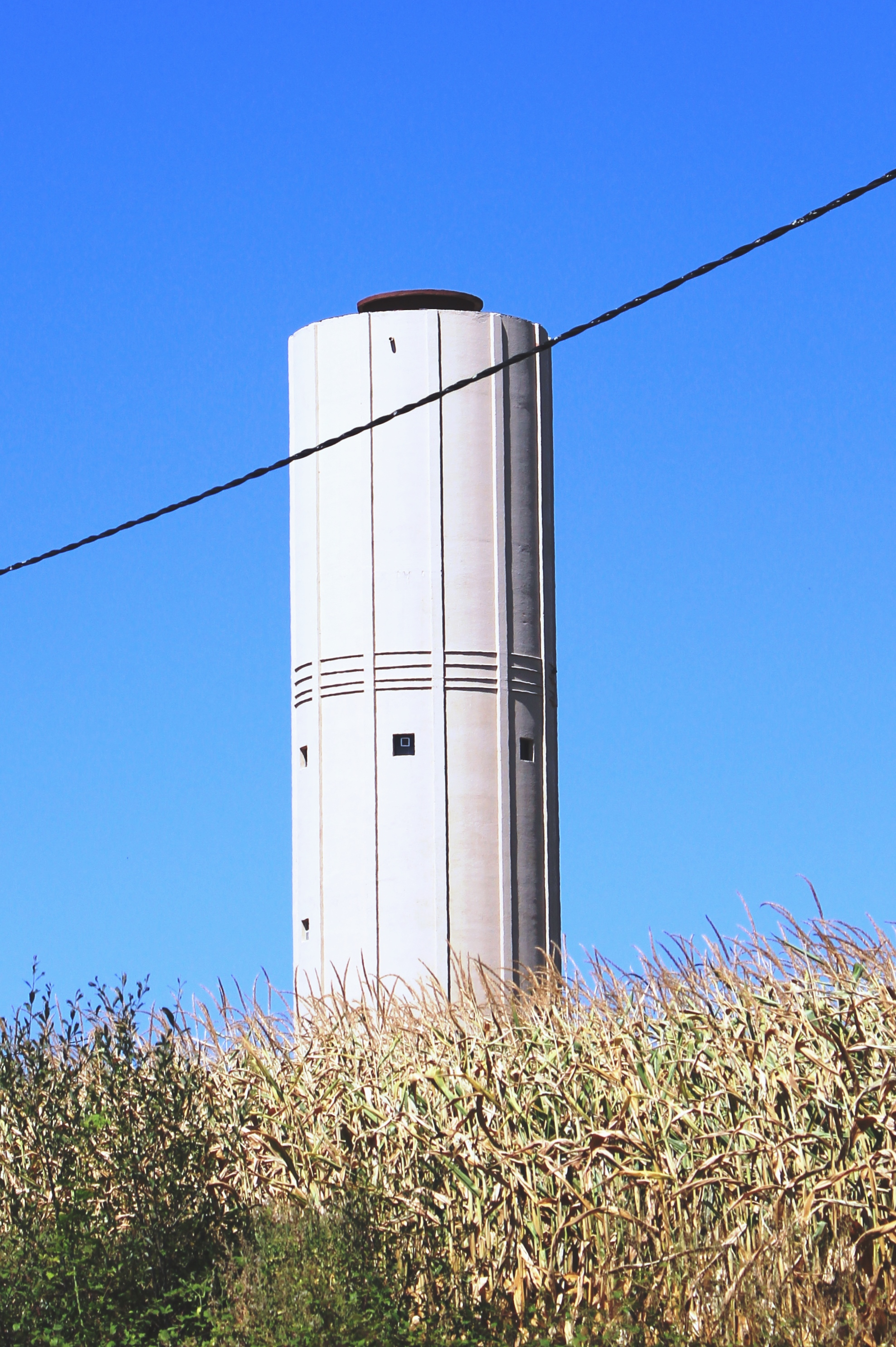
Le château d'eau.

### Typologie
Au 1er janvier 2024, Campuzan est catégorisée commune rurale à habitat dispersé, selon la nouvelle grille communale de densité à sept niveaux définie par l'Insee en 2022.
Elle est située hors unité urbaine et hors attraction des villes,.

### Occupation des sols
L'occupation des sols de la commune, telle qu'elle ressort de la base de données européenne d’occupation biophysique des sols Corine Land Cover (CLC), est marquée par l'importance des territoires agricoles (57,8 % en 2018), une proportion sensiblement équivalente à celle de 1990 (57,5 %). La répartition détaillée en 2018 est la suivante : 
forêts (38,1 %), terres arables (35,2 %), zones agricoles hétérogènes (22,6 %), eaux continentales (4,1 %).
L'IGN met par ailleurs à disposition un outil en ligne permettant de comparer l’évolution dans le temps de l’occupation des sols de la commune (ou de territoires à des échelles différentes). Plusieurs époques sont accessibles sous forme de cartes ou photos aériennes : la carte de Cassini (XVIIIe siècle), la carte d'état-major (1820-1866) et la période actuelle (1950 à aujourd'hui).

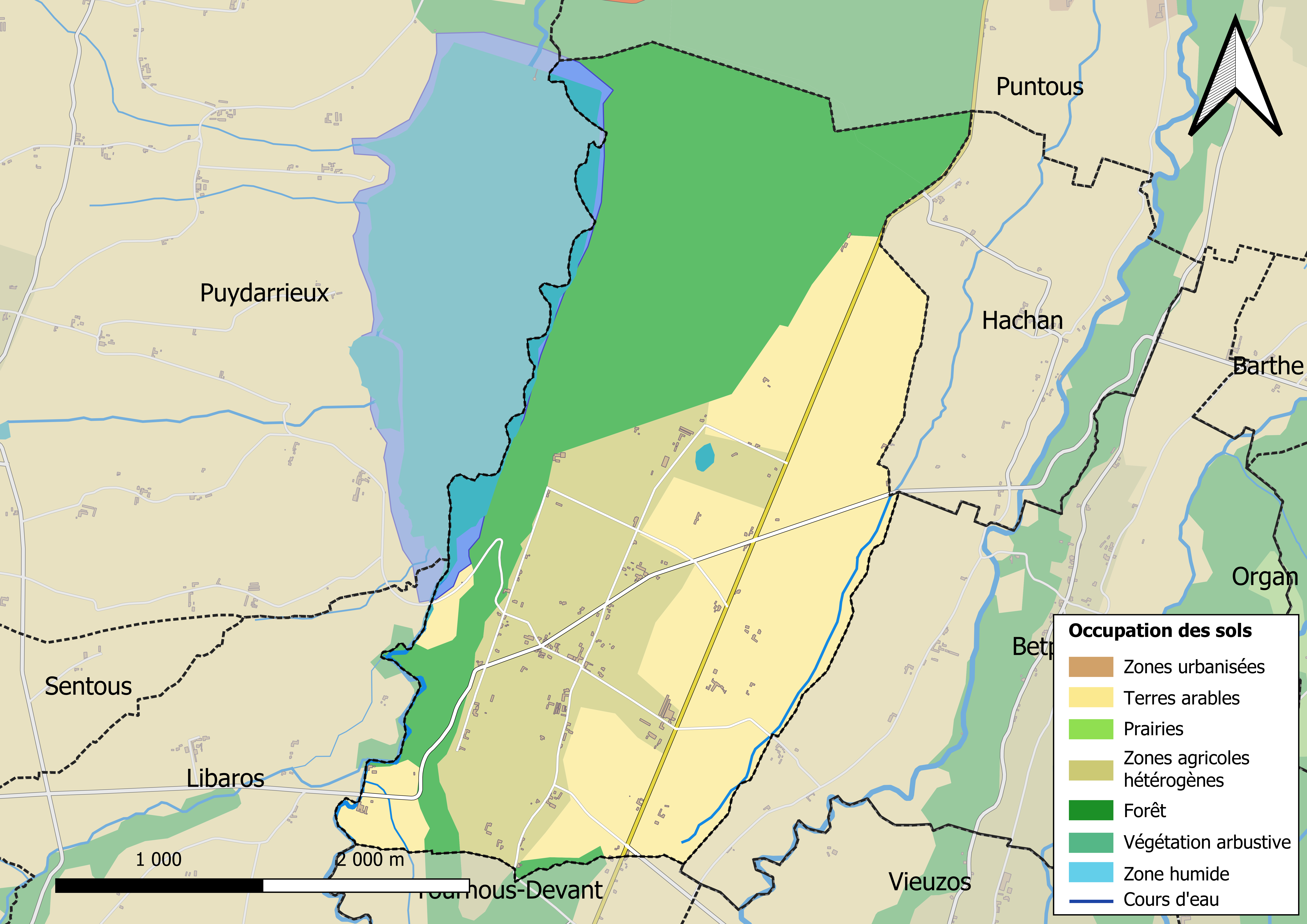
Carte des infrastructures et de l'occupation des sols en 2018 (CLC) de la commune.
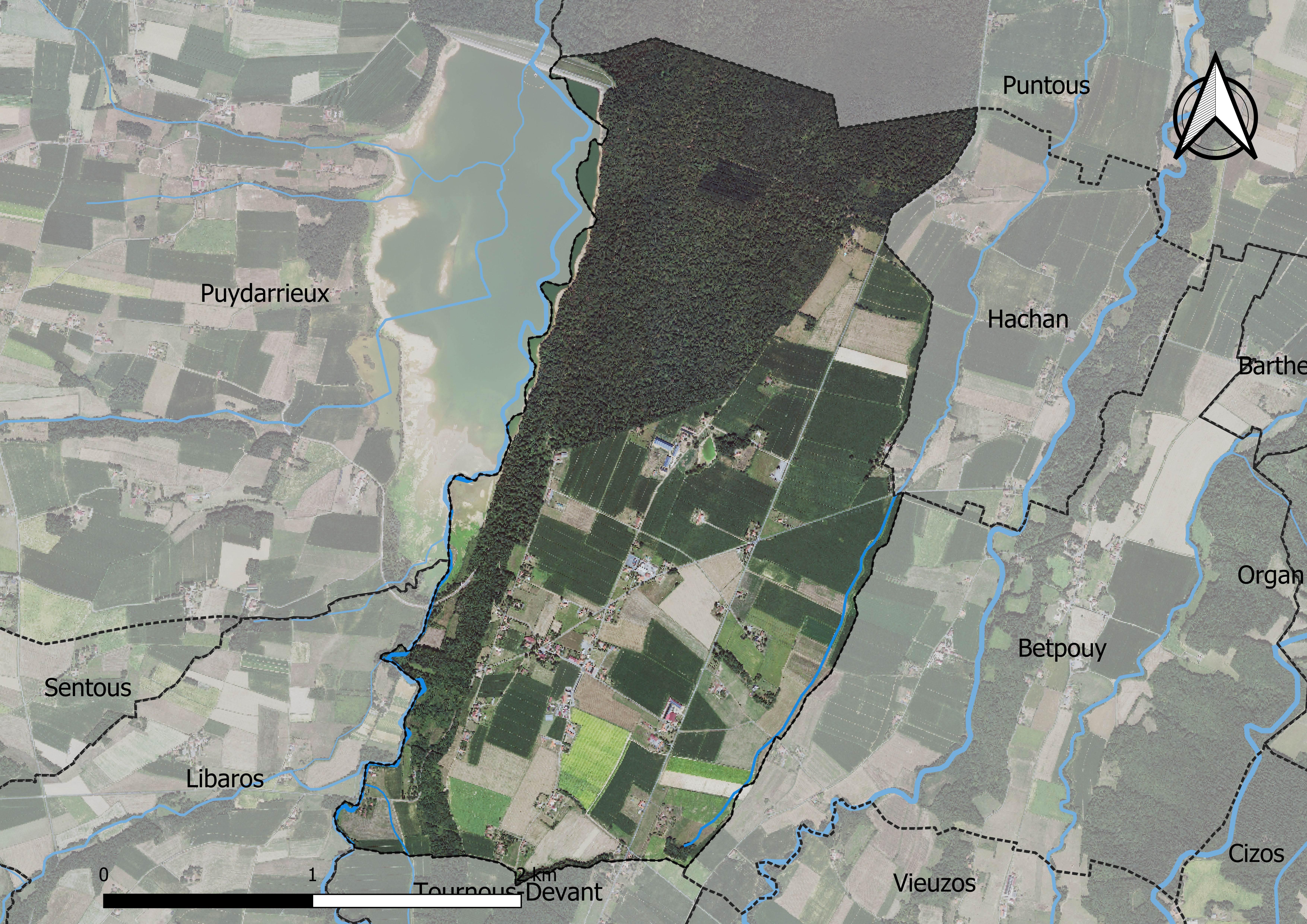
Carte orthophotogrammétrique de la commune.

### Logement
En 2012, le nombre total de logements dans la commune est de 88.
Parmi ces logements, 83.2  % sont des résidences principales, 12.9  % des résidences secondaires 3.9  % des logements vacants.

### Voies de communication et transports
Cette commune est desservie par les routes départementales D 10 et D 21.

## Toponymie

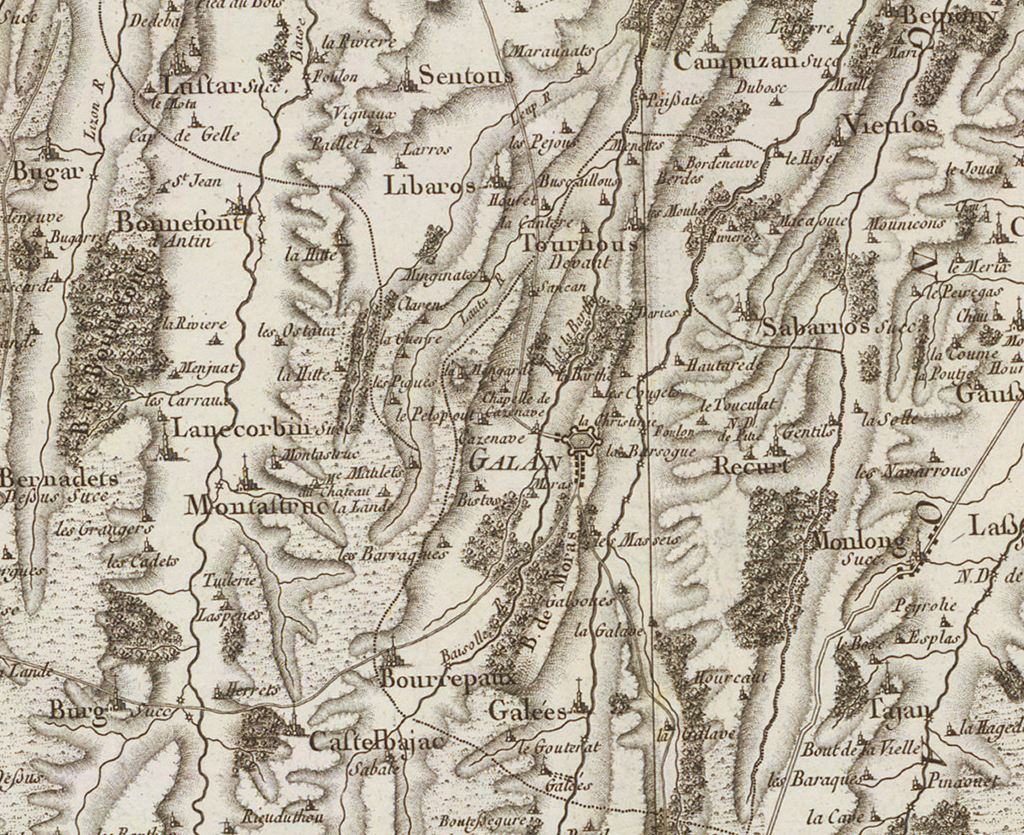
Extrait de la carte de Cassini (entre 1756 et 1789) situant Campuzan au nord de Galan

On trouvera les principales informations dans le Dictionnaire toponymique des communes des Hautes Pyrénées de Michel Grosclaude et Jean-François Le Nail qui rapporte les dénominations historiques du village :
Dénominations historiques :
- Campusans, Campusas, (1151, cartulaire de Berdoues; 1175, ibid. ; 1213, ibid.) ;
- de Campusano, latin (1213, ibid.) ;
- de Campuzanis, de Campusanis, latin (XV e s., Taxes Auch).

Étymologie : nom de domaine antique formé avec le nom de personnage Campusius + anum (= propriété de Campusius) ou campus + Utius + anum (Champ de Utius).
Nom occitan : Campudan.

## Histoire

### Cadastre napoléonien de Campuzan
Le plan cadastral napoléonien de Campuzan est consultable sur le site des archives départementales des Hautes-Pyrénées.

## Politique et administration

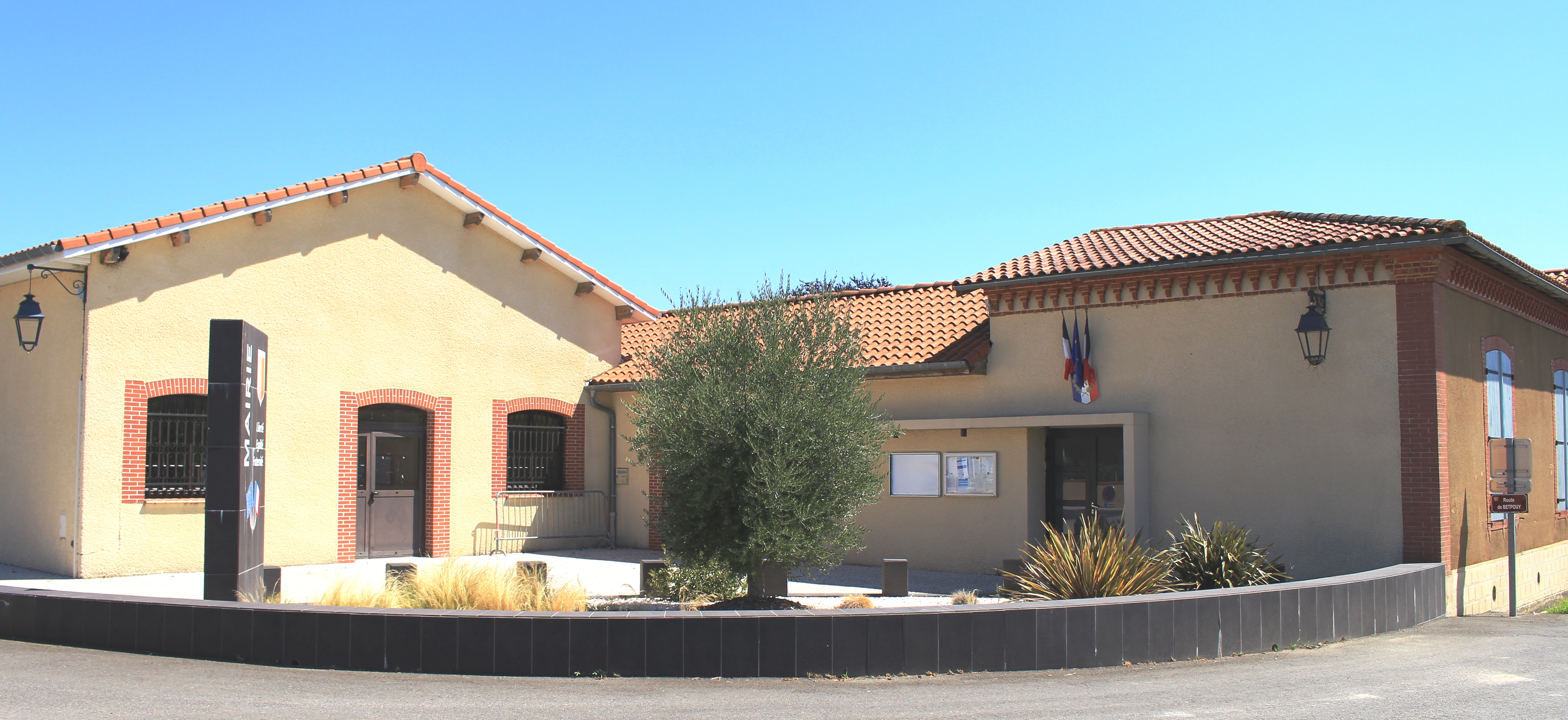
La mairie en 2020.

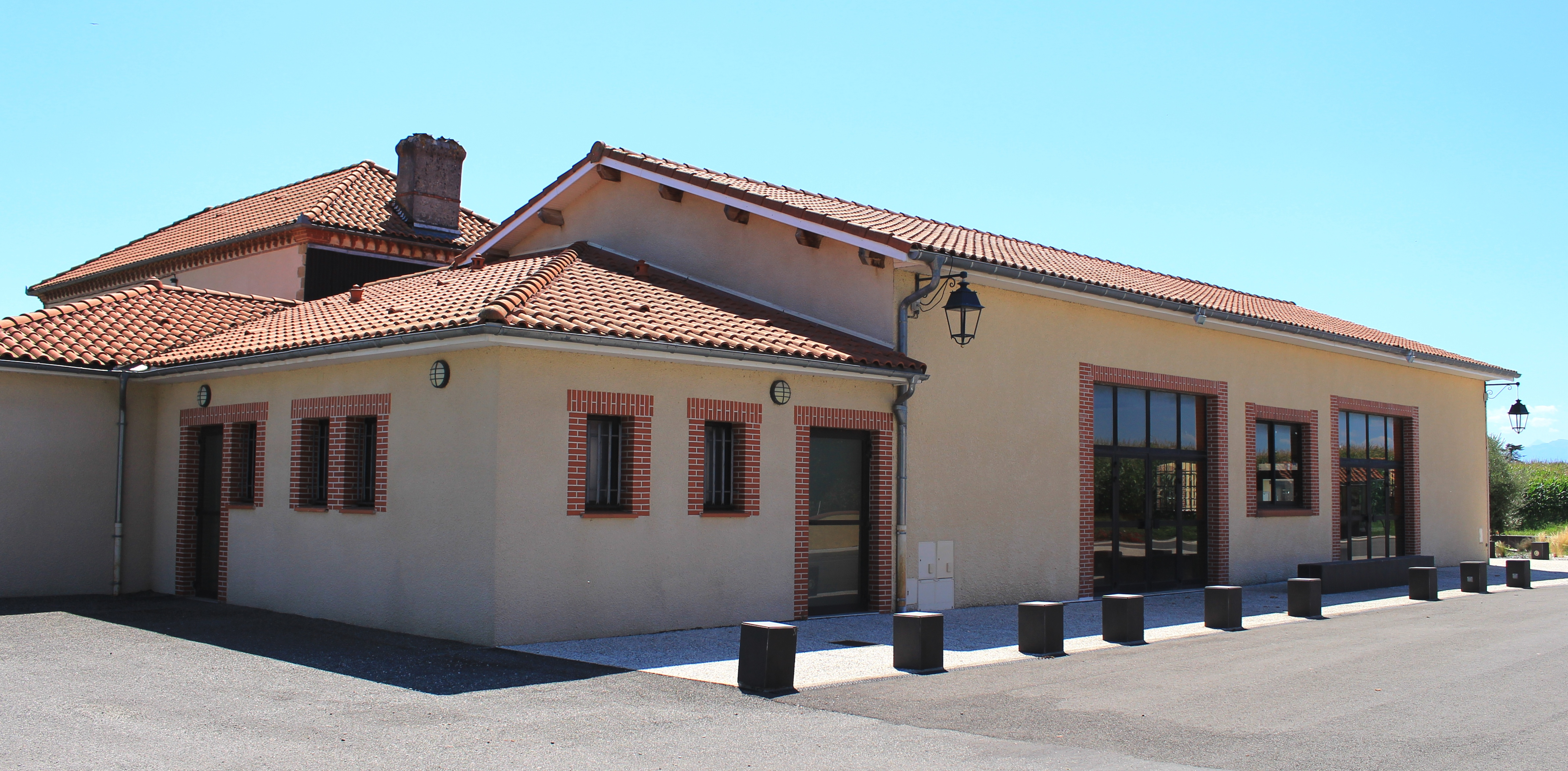
Le foyer rural en 2020

### Liste des maires
| Période                                  | Période   | Identité      | Étiquette | Qualité |
| ---------------------------------------- | --------- | ------------- | --------- | ------- |
| Les données manquantes sont à compléter. |           |               |           |         |
|                                          |           |               |           |         |
| mars 1977                                | mars 2008 | Michel Dubosc |           |         |
| mars 2008                                | en cours  | Guy Fontan    |           |         |

### Rattachements administratifs et électoraux

#### Historique administratif
Sénéchaussée d'Auch, pays des Quatre-Vallées, vallée de Magnoac, canton de Castelnau-Magnoac (depuis 1790). Agrandie en 1829 du quartier des Payssats distrait de Tournous-Devant.

#### Intercommunalité
Campuzan appartient à la communauté de communes du Pays de Trie et du Magnoac créée en janvier 2017 et qui réunit 50 communes.
La commune est également membre du SIVOM de Saint-Gaudens Montréjeau Aspet Magnoac.

## Population et société

### Démographie

#### Évolution démographique

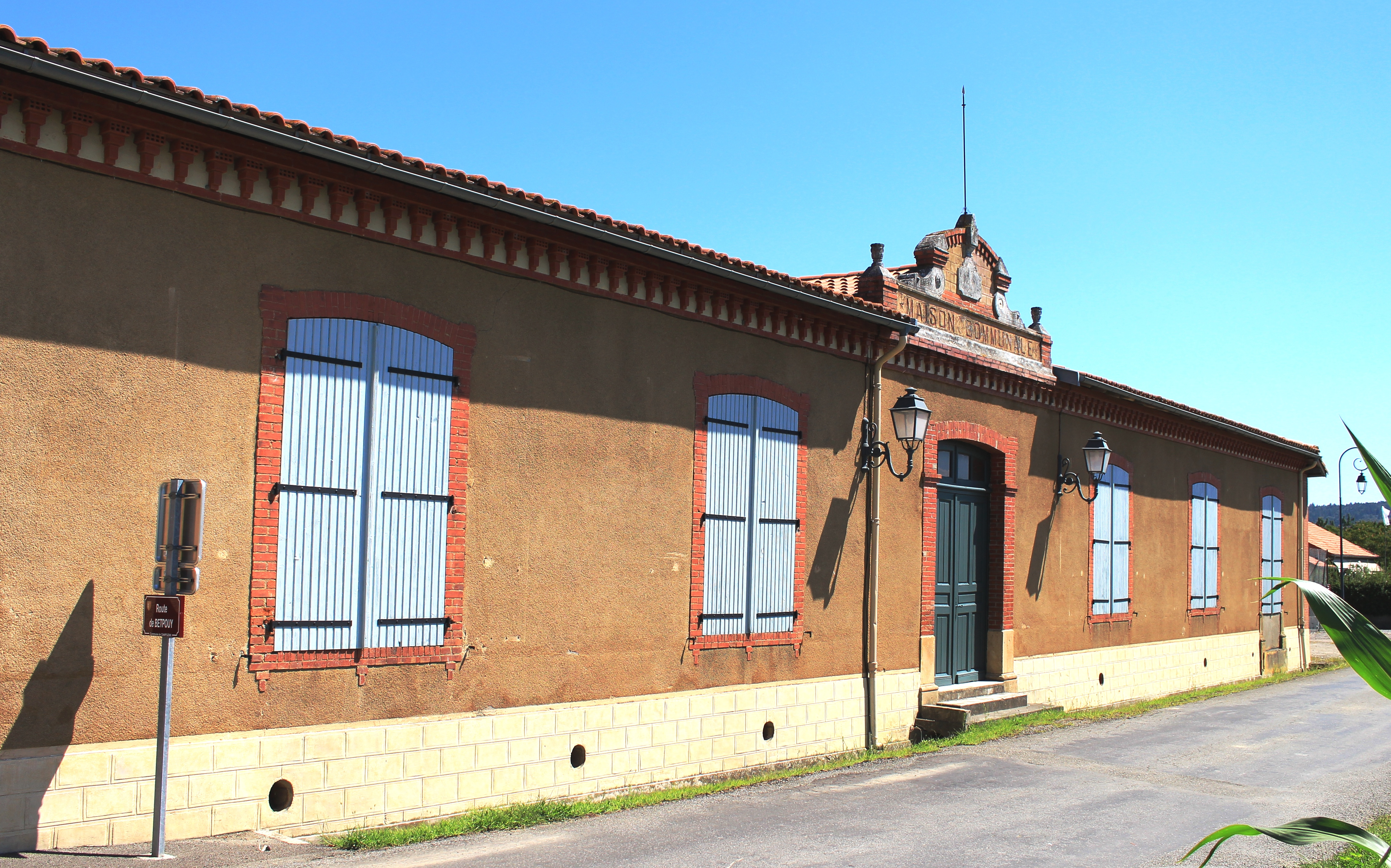
L’école primaire en 2020.

| 1793 | 1800 | 1806 | 1821 | 1831 | 1836 | 1841 | 1846 | 1851 |
| ---- | ---- | ---- | ---- | ---- | ---- | ---- | ---- | ---- |
| 217  | 265  | 274  | 346  | 332  | 338  | 350  | 320  | 353  |

| 1856 | 1861 | 1866 | 1872 | 1876 | 1881 | 1886 | 1891 | 1896 |
| ---- | ---- | ---- | ---- | ---- | ---- | ---- | ---- | ---- |
| 360  | 311  | 300  | 282  | 250  | 265  | 251  | 302  | 293  |

| 1901 | 1906 | 1911 | 1921 | 1926 | 1931 | 1936 | 1946 | 1954 |
| ---- | ---- | ---- | ---- | ---- | ---- | ---- | ---- | ---- |
| 243  | 226  | 237  | 204  | 215  | 208  | 213  | 209  | 221  |

| 1962 | 1968 | 1975 | 1982 | 1990 | 1999 | 2006 | 2008 | 2013 |
| ---- | ---- | ---- | ---- | ---- | ---- | ---- | ---- | ---- |
| 211  | 203  | 207  | 197  | 164  | 160  | 154  | 152  | 171  |

| 2018 | 2022 | - | - | - | - | - | - | - |
| ---- | ---- | - | - | - | - | - | - | - |
| 151  | 144  | - | - | - | - | - | - | - |

### Enseignement
La commune dépend de l'académie de Toulouse. Son école primaire a fonctionné jusqu'en juillet 2018.
- École primaire.

## Économie

### Revenus
En 2018, la commune compte 72 ménages fiscaux, regroupant 149 personnes. La médiane du revenu disponible par unité de consommation est de 21 380 € (20 420 € dans le département).

### Emploi
|                | 2008  | 2013   | 2018  |
| -------------- | ----- | ------ | ----- |
| Commune        | 3,8 % | 10,6 % | 7,4 % |
| Département    | 7,7 % | 9,4 %  | 9,8 % |
| France entière | 8,3 % | 10 %   | 10 %  |

En 2018, la population âgée de 15 à 64 ans s'élève à 94 personnes, parmi lesquelles on compte 62,8 % d'actifs (55,3 % ayant un emploi et 7,4 % de chômeurs) et 37,2 % d'inactifs,. Depuis 2008, le taux de chômage communal (au sens du recensement) des 15-64 ans est inférieur à celui de la France et du département.
La commune est hors attraction des villes,. Elle compte 32 emplois en 2018, contre 35 en 2013 et 29 en 2008. Le nombre d'actifs ayant un emploi résidant dans la commune est de 56, soit un indicateur de concentration d'emploi de 56,7 % et un taux d'activité parmi les 15 ans ou plus de 45,3 %.
Sur ces 56 actifs de 15 ans ou plus ayant un emploi, 13 travaillent dans la commune, soit 23 % des habitants. Pour se rendre au travail, 82,1 % des habitants utilisent un véhicule personnel ou de fonction à quatre roues, 1,8 % les transports en commun, 5,4 % s'y rendent en deux-roues, à vélo ou à pied et 10,7 % n'ont pas besoin de transport (travail au domicile).

## Culture locale et patrimoine

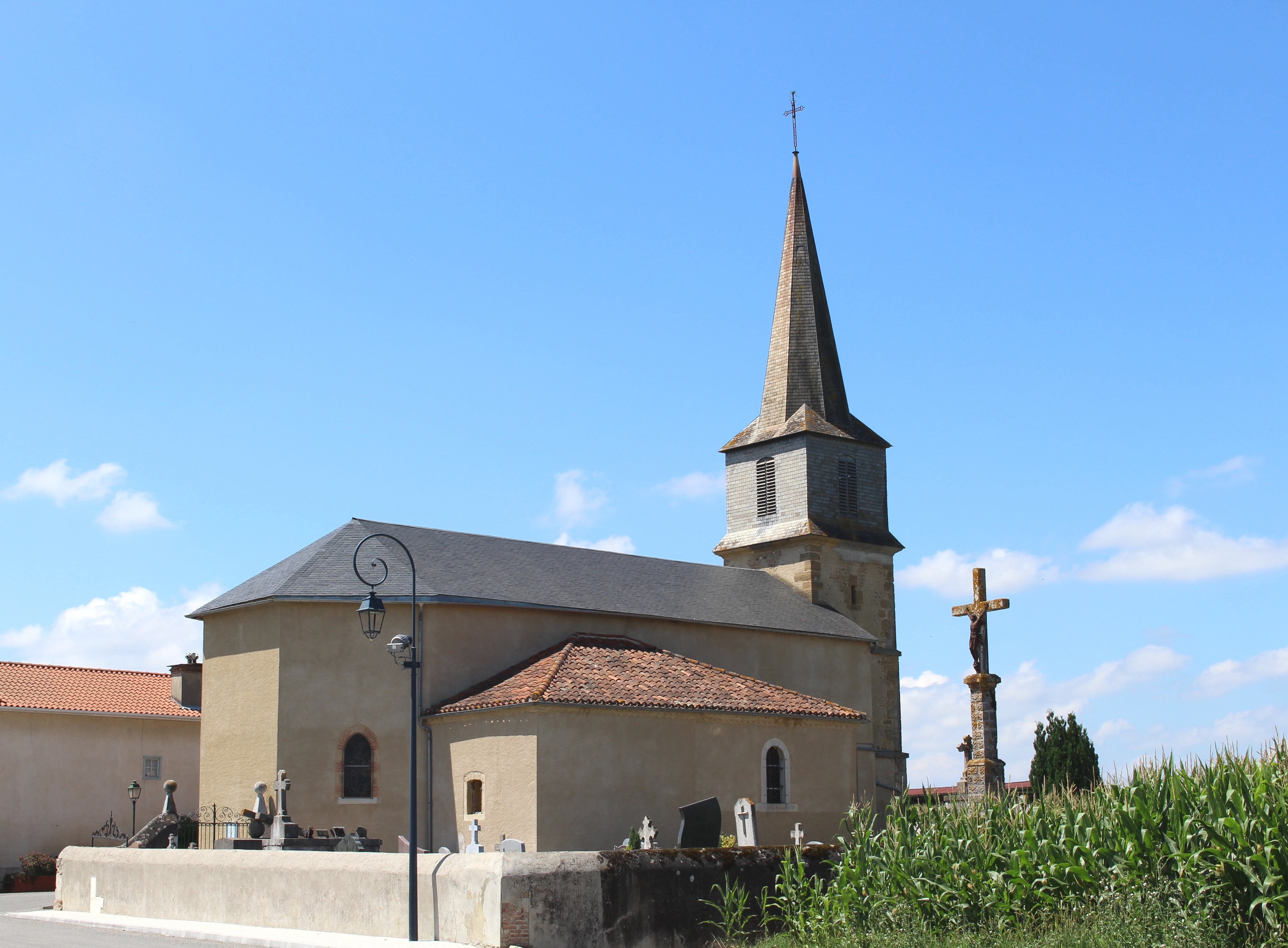
L'église de l'Assomption en 2016.

### Lieux et monuments
- Église de l'Assomption de Campuzan.

### Personnalités liées à la commune
- Bertrand Gascon, évêque de Nevers au XIVe siècle, né sur la commune à une date inconnue.

## Voir aussi

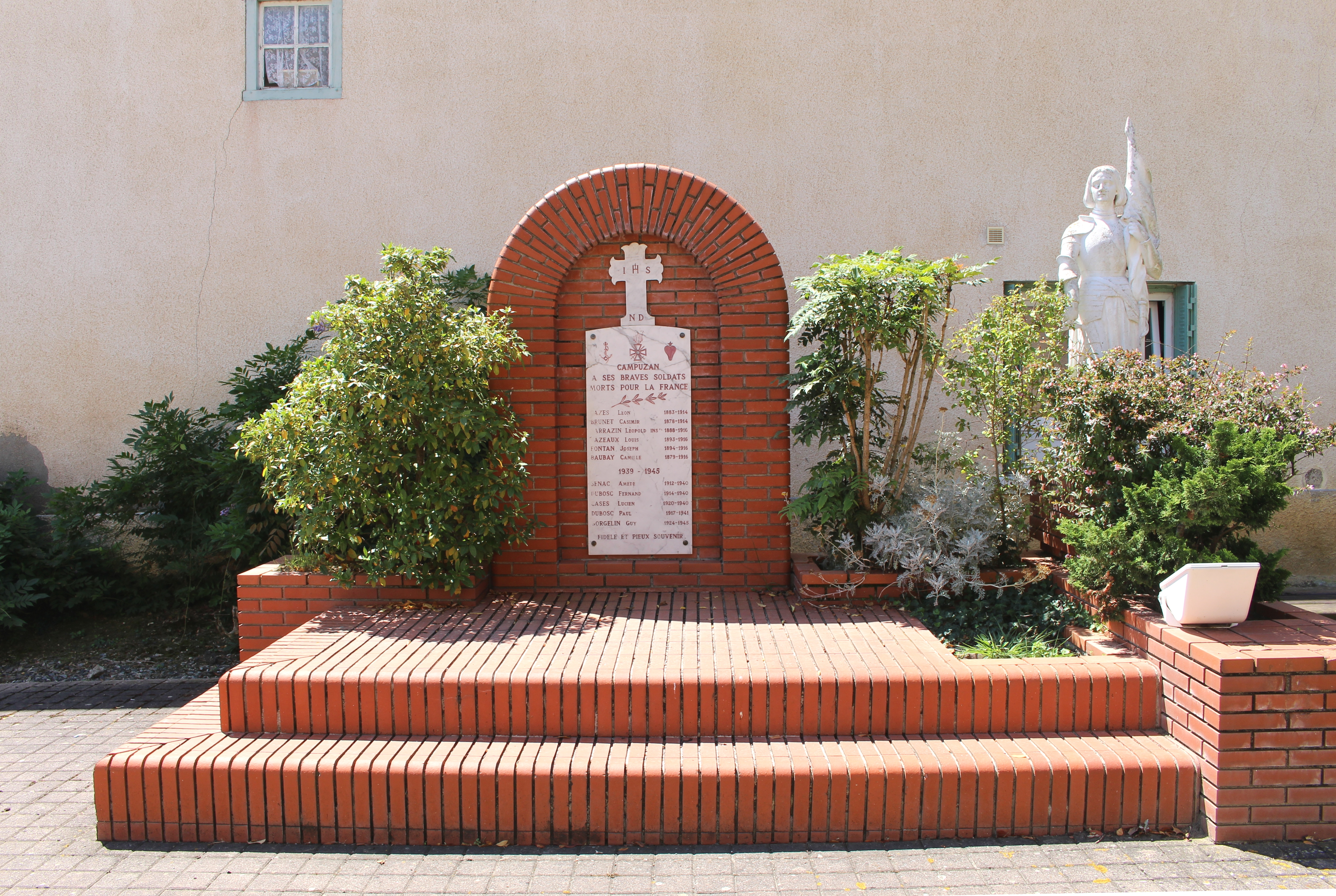
Le monument aux morts municipal.

### Héraldique
| Blason de Campuzan | Blason  | Parti: au 1er d'or à trois pals de gueules, au 2e d'argent au château de sable, ouvert et ajouré du champ, posé sur une terrasse de sinople. |
| Blason de Campuzan | Détails | Le statut officiel du blason reste à déterminer.                                                                                             |

Sélection de vues diverses
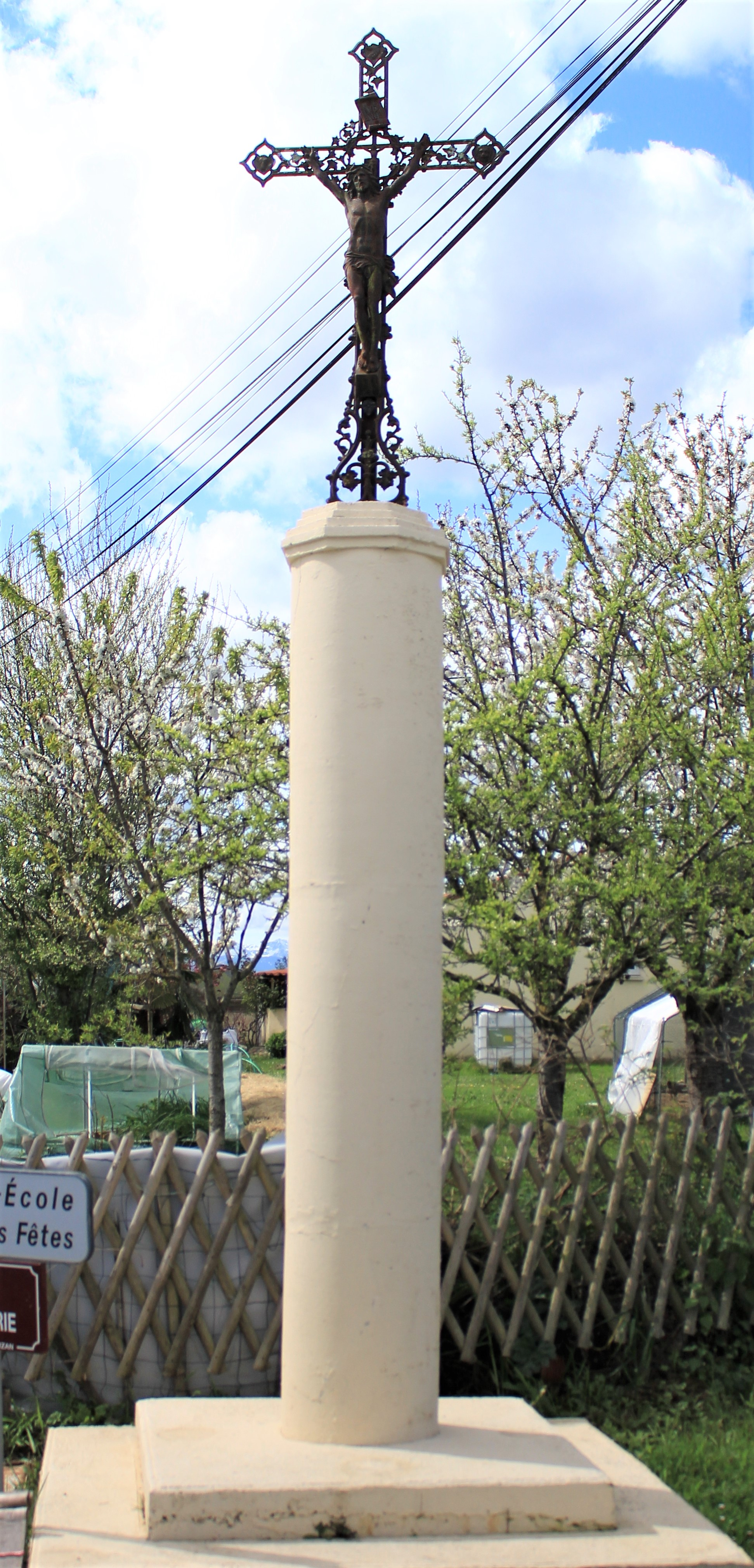
Une croix.
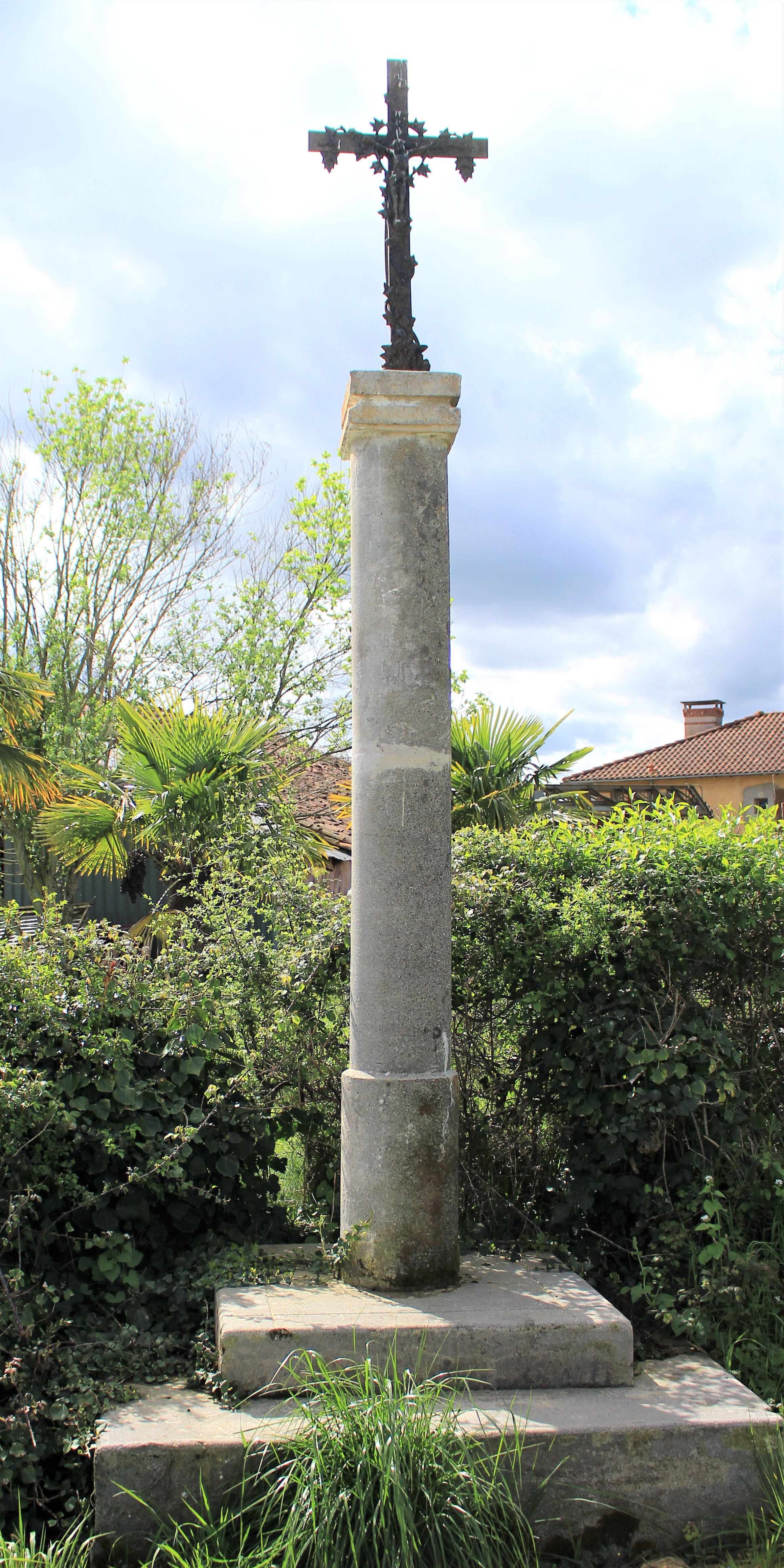
Une croix.
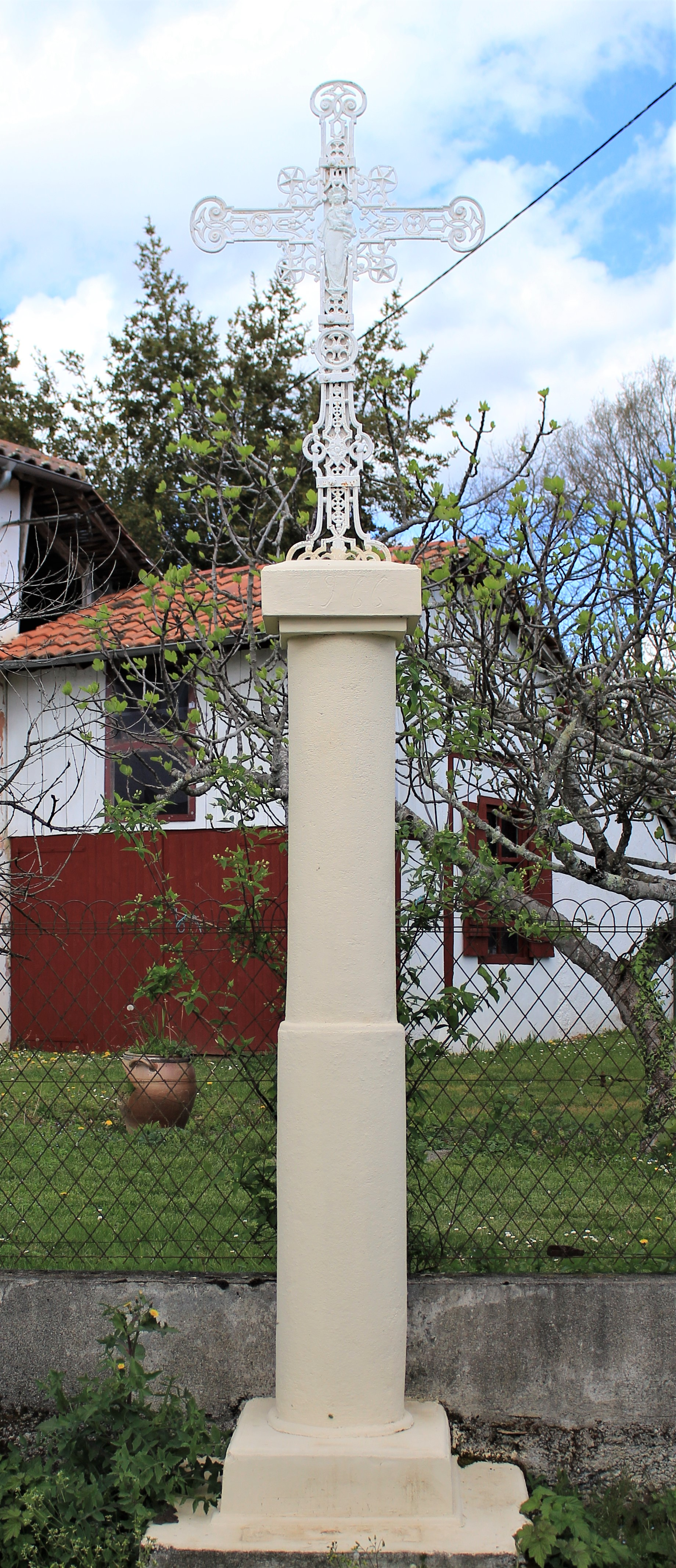
Une croix.